# Pensiero stupesce
Pensiero stupesce è un singolo del gruppo musicale italiano Elio e le Storie Tese, pubblicato nel 2011 per promuovere Boris - Il film.

## Descrizione
Il brano, che costituisce la sigla di chiusura di Boris - Il film, è interamente formato da citazioni tratte dalla pellicola (l’unica cosa seria in Italia è la ristorazione, dopo la TV c’è il cinema, dopo il cinema la radio e poi la morte, eccetera).
Nel ritornello viene ripetuto continuamente Boris, seguito da al cinema. Infine, nel brano si può sentire una voce fuori campo che pubblicizza Natale con la Casta (il cinepanettone realizzato dalla squadra di René Ferretti).
Il singolo contiene la versione in studio del brano.

## Tracce
1. Pensiero stupesce – 4:04